# Julio Montaner
Julio S. G. Montaner (* 1956) ist ein argentinisch-kanadischer Mediziner, bekannt für klinische Studien zu AIDS.

## Leben
Montaner, der Sohn eines Lungenspezialisten, studierte Medizin an der Universität Buenos Aires mit dem M. D. Abschluss 1979. Als Post-Doktorand und für die Facharztausbildung (Residency) in Innerer Medizin und Lungenheilkunde war er an der University of British Columbia in Vancouver. 1986/87 war er dort Chief Resident und ab 1987 Direktor des Aidsforschungsprogramms am St. Paul´s Hospital und der University of British Columbia. 1997 wurde er dort Professor für Medizin. Er ist Direktor des British Columbia Centre for Excellence in HIV/Aids.
In den 1980er Jahren entwickelte er effektive Therapien für die bei AIDS-Patienten auftretende Lungenentzündung Pneumocystis jirovecii. Er war wesentlich in den 1990er Jahren an der Etablierung der HAART als Standardtherapie gegen Aids beteiligt. In den 2000er Jahren ist er an einer Präventionsstrategie gegen Aids der kanadischen Regierung beteiligt, die gezielt besonders risikobehaftete Personen ansprechen soll (STOP = Seek and Treat for the Optimal Prevention of HIV/Aids).
Er ist im Rat der International Aids Society.
2010 erhielt er den Albert Einstein World Award of Science. 2002 erhielt er den mit einer Million Dollar dotierten Distinguished researcher Award in HIV.  2010 erhielt er den Order of British Columbia. 2009 wurde er Fellow der Royal Society of Canada. Montaners Aufnahme in die Canadian Medical Hall of Fame wurde für April 2015 angekündigt.
Er ist verheiratet und hat vier Kinder.